# MC 1.8
Илья́ Никола́евич Кузнецо́в, более известный как MC 1.8 (Один. Восемь) (род. 18 мая 1982 года, Москва, СССР) — российский рэп-исполнитель и битмейкер, бывший участник рэп-группы «Многоточие» под именем КузьмитчЪ (1998—2005), бывший концертный диджей и звукорежиссёр группы «25/17» под именем DJ Navvy (2007—2013), основатель и бывший участник группы Trilogy Soldiers (2009—2013).
Под псевдонимом MC 1.8 известен с 2006 года и выпустил три альбома: «Почти фантастика» (2014), «Люди хаоса» (2016), «4К» (2020) и один мини-альбом «Колесница» (2020). Свои песни относит к жанру «интегральный хип-хоп». Также известен как один из создателей пространства «Чайная каста» и благотворительного бегового проекта «Чайные бега».

## Карьера
Илья Кузнецов родился и вырос в Москве в районе Кузьминки. С детства мечтал стать диджеем. В 1995 году в летнем трудовом лагере узнал о существовании русских рэп-групп, в результате чего купил аудиокассету с альбомом рэпера White Hot Ice. В 1997 году в возрасте 15 лет записал на студии свой первый трек в составе дуэта «Последние» (совместно с Дизелем). В 1997 году познакомился на баскетбольной площадке с «Руставели», который вскоре предложил ему записать несколько совместных треков на его тексты. Так Кузнецов вошёл в состав группы «Многоточие» под псевдонимом «КузьмитчЪ». В первом альбоме Кузнецов написал текст только к трём песням («В жизни так бывает», «Поднимись выше» и «Солнца нет…»), на втором — ко всем своим куплетам. Издатель первого альбома, Владимир Ферапонтов, несмотря на хорошие продажи не заплатил участникам группы, в результате чего они с ним расстались. Творчество стало приносить деньги после выхода второго альбома на студии «Монолит».
После ухода из группы «Многоточие» в 2005 году Кузнецов стал заниматься диджеингом. В 2007 году Андрей «Бледный» предложил ему работу в качестве концертного диджея в своей группе «25/17». Впоследствии под именем DJ Navvy семь лет занимался звуком группы и сводил альбомы. В 2013 году покинул коллектив, когда у группы появился живой состав.
Летом 2009 года Кузнецов образовал группу Trilogy Soldiers из музыкантов, дизайнеров и художников из разных городов России, Украины и Белоруссии. В состав группы вошли MC 1.8, Трэйс, Lenar, Nekby, DenN, Iнквизитор, Мутный, Winsend, Explosive Beats. За время своего существования группа успела выпустить три альбома: «Версии» (2011), «Ноосфера» (2012) и «Погружение в жизнь» (2013).
25 октября 2012 года Кузнецов опубликовал свой первый сингл «Здесь и сейчас» под псевдонимом МС 1.8. Это послужило шагом для написания дебютного альбома. В течение 2013 года он выкладывал в сеть свои новые треки, которые в итоге и стали альбомом «Почти фантастика», выпущенным 18 марта 2014 года. Творчество Кузнецова вдохновлено философией Кена Уилбера. Спустя год после выхода альбома был представлен дебютный видеоклип на трек «Дом».
9 апреля 2016 года MC 1.8 выпустил второй по счёту студийный альбом «Люди хаоса». Альбом записывался в течение двух лет, было записано 16 песен, восемь из которых были отсеяны, а другие восемь — вошли в релиз. Новый альбом публиковался по одному треку на протяжении восьми дней в группе артиста ВКонтакте. Музыку к ним писали Ант, сам MC 1.8 и участник Diamond Style — BeatMagik. По словам рэпера, под термином «Люди хаоса» он подразумевает людей с определённым устройством психики: «Есть те, кто живёт в координатах порядка: встают по будильнику, всё делают ровно, всё у них здорово и понятно, всё у них по плану и по уму. А есть „люди хаоса“, они не знают ответов, действуют по наитию, сердцем. Сам отношусь к этой категории, никогда не прекращаю сомневаться, что-то искать». В 2017 году вышел видеоклип на песню из альбома «Там, куда идём».
В 2017 году Кузнецов создал благотворительный беговой проект «Чайные бега», в рамках которого в выходной день люди собираются в парке, разминаются, бегут несколько километров, потом общаются за чашкой чая. Кроме того участники делают взнос в фонд «Живи, малыш». За три года число городов, участвующих в бегах, возросло до сорока трёх. Проект ежегодно поддерживают музыканты «Ёлка», Андрей Кит, «25/17», «Грот», Krec, «Миша Маваши» и другие.
В начале 2018 года дал интервью для видеоблога Inside Show, где он рассказал о том, как познакомился с Руставели, как была создана песня «В жизни так бывает», что такое «интегральный рэп», почему стал веганом и многом другом. Один. Восемь дал первый сольный концерт в московском клубе «16 тонн» 21 апреля.
21 февраля 2020 года Один. Восемь выпустил третий по счёту студийный альбом «4К», состоящий из 8 треков. По словам рэпера, он посвятил этому альбому год и три месяца. О записи альбома он рассказал видеоблогу Inside Show. Незадолго до выхода был выпущен видеоклип на заглавный трек из альбома «Пламя». Презентация новой пластинки прошла в клубе «16 тонн» 26 марта. 18 августа Один. Восемь выпустил мини-альбом «Колесница». В конце года рэпер Один. Восемь вошёл в команду наставников конкурса #стартапрэп, который проводился в течение последнего полугодия.
В 2021 году Один. Восемь выпустил совместный трек с BeatMagik «Чтобы тьма полыхнула углями» и трек с Китом «Передай майк», а также принял участие в записи песен рэперов Kamanchi («Нарния»), Den Da Funk («Поток»), Гена Гром («Ад пуст») и группы «Угол Зрения» («Платформа»).

## Личная жизнь
Закончил московскую школу № 778 в 1999 году. В 2004 году закончил Московский педагогический государственный университет, где учился на факультете «Педагогики и психологии». Женат на Александре Кузнецовой с 2011 года. Отец троих детей: Василиса (2008), Софья (2015) и Алина (2019). Является вегетарианцем. В 2013 году открыл магазин китайского чая «Чайная каста». С 2017 года работает в компании Music1, которая занимается дистрибуцией музыки.

## Критика
В 2014 году редактор газеты «Завтра», Андрей Коробов-Латынцев, рецензируя альбом «Почти фантастика», сравнил его с философским текстом, «призванным пригласить нас к мысли и вскрыть парадоксальное многообразие единого бытия».
В 2016 году обозреватель журнала «Эрос и Космос», Александра Пашкина, рецензируя альбом «Люди хаоса», отметила, что в этом альбоме «простые и глубокие смыслы сочетаются с той музыкой, которая нравится».
В 2019 году редактор газеты «Завтра», Андрей Коробов-Латынцев, в своей статье о космическом рэпе, заметил, что рэпер МС 1.8 и его группа Trilogy Soldiers испытывали влияние «интегральных исследований» Кена Уилбера, оставив без внимания собственно философию космизма.

### Рейтинги
В 2007 году главный редактор портала Rap.ru, Андрей Никитин, поместил альбомы «Жизнь и свобода» (2001) и «Атомы сознания» (2002) рэп-группы «Многоточие» в список главных альбомов русского рэпа.
25 февраля 2020 года альбом «4K» занял третье место в рейтинге продаж «ТОП-10 Альбомы» музыкального сервиса Google Play.
25 августа 2020 года альбом «Люди хаоса» занял восьмое место в рейтинге продаж «ТОП-10 Альбомы» музыкального сервиса Google Play.

## Дискография
Студийные альбомы
- 2014 — Почти фантастика
- 2016 — Люди хаоса
- 2020 — 4К

Мини-альбомы
- 2020 — Колесница (EP)
- 2022 — ЧтоТоДругое (feat. Гена Гром) (EP)
- 2024 — Этот стиль (feat. Morozbraza) (EP)

Микстейпы
- 2007 — Russian Roulette (под именем DJ Navvy)[30]
- 2007 — Other Mash Up (под именем DJ Navvy)
- 2007 — Шифры ноль пятого (под именем DJ Navvy)
- 2008 — Соблюдай спокойствие (D-Man 55 & DJ Navvy)[31]
- 2008 — Держитесь крепче (Иезекииль 25:17 & DJ Navvy)
- 2008 — Сплавы (Иезекииль 25:17 & DJ Navvy)
- 2009 — Rewind, Kap & Navvy (EP) (под именем DJ Navvy)

Альбомы в составе групп
- 1998 — Территория желаний (в составе группы «Многоточие») (выпущен в 2013 году[32])
- 2001 — Жизнь и свобода (в составе группы «Многоточие»)
- 2002 — Атомы сознания (в составе группы «Многоточие»)
- 2003 — Неномерной (в составе группы «Многоточие»)
- 2003 — Кусок жизни (Пяти годам равен…) (в составе группы «Третий путь»)
- 2004 — Буриме 12 (в составе группы «Третий путь»)
- 2005 — Fuckt #1 (в составе группы «Dots Family»[33])
- 2011 — Версии (в составе группы Trilogy Soldiers)
- 2012 — Ноосфера (в составе группы Trilogy Soldiers)
- 2013 — Погружение в жизнь (в составе группы Trilogy Soldiers)

Продюсирование
- 2004 — MC L.E. - In Spite Of All (альбом) (музыка: КузьмитчЪ)
- 2004 — Красное Дерево — «Дрова» (Remix От КузьмитчЪ)
- 2004 — Окна — «Могла бы» (Remix От КузьмитчЪ)
- 2005 — MC L.E. — «Still Attack» (Club Version от КузьмитчЪ)
- 2005 — D.O.B. Community — «Такие же» (Кузьмитчъ Remix)
- 2005 — Бледный (Иезекииль 25:17) — «Так была нада» (Кузмитчъ Rmx)
- 2006 — MC L.E. - Illegal (альбом) (музыка: КузьмитчЪ & Fat Complex)

Гостевые участия
- 2003 — M.Squad — «Поворот» (feat. Бага, Гном, КузьмитчЪ, Руставели, Шуруп)
- 2006 — Гвардия — «Ради чего» (feat. MC 1.8)
- 2009 — D.A.P.A. — «Ошибки» (feat. MC 1.8)
- 2009 — D-Man 55 — «Тень независимости» (feat. King Shi, MC 1.8)
- 2010 — 25/17 — «Вирус» (feat. MC 1.8)
- 2011 — Лёд 9 — «Точильный камень» (feat. MC 1.8)
- 2011 — Лёд 9 — «Революция» (feat. MC 1.8)
- 2011 — Грот — «Пристань» (feat. MC 1.8)
- 2012 — Грот — «Красная нить» (feat. D-Man 55, MC 1.8, Nekby)
- 2012 — Саша Кальян и Гена Гром — «Некрополь» (feat. MC 1.8)
- 2012 — 25/17 — «Стена» (feat. MC 1.8, Карандаш)
- 2012 — Вася Дэф — «ЮВАО» (feat. MC 1.8, ДиманЪ)
- 2014 — Алкоголь После Спорта — «Хуже нет» (feat. MC 1.8, Артём Татищевский)
- 2014 — Алкоголь После Спорта — «ZOG» (feat. MC 1.8)
- 2014 — M.Family & Denn — «Война без особых причин» (feat. MC 1.8)
- 2015 — Артем Татищевский — «С вами» (feat. MC 1.8)
- 2015 — Lenar — «ОМ» (feat. MC 1.8)
- 2015 — 25/17 — «Дефрагментация» (feat. MC 1.8)
- 2016 — 25/17 и Грот — «Строго белые» (feat. MC 1.8, Саграда)
- 2017 — Clockwork Times — «Я бегу» (feat. MC 1.8)
- 2017 — Артем Татищевский — «Моя…» (feat. MC 1.8, ПЗЖЕ)
- 2018 — Алкоголь После Спорта — «Моя Россия» (feat. Один. Восемь (MC 1.8), А-Поло, Артём Татищевский)
- 2019 — Arhara & Чернышевский — «ZOG’19» (feat. Один. Восемь (MC 1.8))
- 2019 — Красное Дерево — «Воздух на студии» (feat. Один. Восемь)
- 2019 — Красное Дерево — «911» (feat. Один. Восемь, Гена Гром)
- 2020 — Красное Дерево — «Тяжёлый мир» (feat. Один. Восемь)
- 2020 — Идефикс, Один. Восемь, Ант (25/17) — «Солнце»
- 2021 — Транкор — «Однажды проснусь» (feat. Один. Восемь)
- 2021 — KAMANCHI — «Нарния» (feat. Один. Восемь)
- 2021 — Den Da Funk — «Поток» (feat. Один. Восемь, Эйсик, Jeeep)[34]
- 2021 — Гена ГРОМ, Один. Восемь (MC 1.8) — «Ад пуст»
- 2021 — Угол Зрения — Без особых причин (feat. Вадим Самойлов, ОДИН.ВОСЕМЬ)
- 2021 — Угол Зрения — «Платформа» (feat. Один. Восемь, Бьяча)
- 2021 — ОДИН.ВОСЕМЬ, Кит — Передай майк
- 2021 — Чаян Фамали, ОДИН.ВОСЕМЬ — Я увезу тебя к морю
- 2022 — 18 ПОРТАЛ — Что-то большее (feat. ОДИН.ВОСЕМЬ, Big Stemley, ВНЕ БЕСА, Шарра, Пластилин)
- 2023 — Пластилин, ОДИН.ВОСЕМЬ — Так лучше
- 2023 — Big Stemley — На блоке (feat. ОДИН.ВОСЕМЬ)
- 2023 — Юра Лис — Месседж (feat. ОДИН.ВОСЕМЬ)
- 2023 — AquZe, ОДИН.ВОСЕМЬ — На моих плечах
- 2023 — ЦеРН, ОДИН.ВОСЕМЬ — Реки огня
- 2023 — Big Stemley — Шепот трагедий(feat. ОДИН.ВОСЕМЬ)
- 2023 — Угол Зрения — Сирены Титана (feat. ОДИН.ВОСЕМЬ)
- 2023 — Karpulix — Диктор (feat. ОДИН.ВОСЕМЬ)
- 2023 — 18 ПОРТАЛ — Из пепла (feat. ВНЕ БЕСА, ОДИН.ВОСЕМЬ, Morozbraza, Чёрная земля, Mono)
- 2023 — 18 ПОРТАЛ — Намёк (feat. ОДИН.ВОСЕМЬ, Mono, Morozbraza, Чёрная земля, Karpulix, Few MasteR.., ВНЕ БЕСА)
- 2023 — Пластилин, ОДИН.ВОСЕМЬ — Так лучше (Remix)
- 2023 — ГРОТ — За мир и любовь (feat. ОДИН.ВОСЕМЬ)
- 2024 — pravchertowski, ОДИН.ВОСЕМЬ — Дом у болот
- 2024 — ВНЕ БЕСА, Пластилин, ОДИН.ВОСЕМЬ — Тоннель
- 2024 — ОДИН.ВОСЕМЬ, Big Stemley, Morozbraza — Незаметно
- 2024 — Пластилин, ОДИН.ВОСЕМЬ, Патрик Ридл — Headshot
- 2023 — ВНЕ БЕСА, ОДИН.ВОСЕМЬ, СТИКС, TIBERSKY — Ров
- 2024 — Пластилин, ОДИН.ВОСЕМЬ — Греет
- 2024 — СТИКС, ОДИН.ВОСЕМЬ — Среди зверей
- 2023 — Розги — Скептик (feat. ОДИН.ВОСЕМЬ)

### Чарты и ротации
В 2003 году песни «Поднимись выше», «Что-то другое», «С.М.И.» (feat. Иезекииль) и «Что стоит» группы «Многоточие» прозвучали в хип-хоп-передаче «Фристайл» на «Нашем Радио».
По данным интернет-проекта Moskva.FM, семь песен группы «Многоточие» — «Мой город» (2002), «Кудрявая» (2005), «Критикам» (2002), «В жизни так бывает» (2001), «Щемит в душе тоска» (2002), «Что стоит» (2003), «В моём городе» (2007) — были в ротации нескольких российских радиостанций с 2009 по 2015 год.

## Фильмография
Документальные фильмы
- 2016 — Документальный фильм ЮГ [Последнее Слово][37]

Видеоклипы
- 2015: «Дом»
- 2017: «Там, куда идём»
- 2019: «Пламя»
- 2020: «Ручей»
- 2020: «Бэкдор»
- 2021: «Секта»